# Poesaka Terpendam
Poesaka Terpendam (EYD: Pusaka Terpendam; lett. "Tesoro sepolto") è un film d'azione in bianco e nero del 1941 prodotto dalla Tan's Film e interpretato da Roekiah, Djoemala e Kartolo
È interpretato da Mohamad Mochtar e Hadidjah e ha per protagonista un giovane che tenta di salvare la donna che ama da un gruppo di banditi. Ispirato alla serie di film di Tarzan e girato in un mese con animali in affitto, fu un successo commerciale tale da contribuire alla rinascita dell'industria cinematografica delle Indie, oltre all'avvio di quella malese e singaporiana.

## Trama
Due giovani, Agoes e Badjoel, viaggiano da Palembang nel Giava Occidentale e vengono informati della bellezza di due sorelle, Zaenab e Djoeleha, che vivono nel villaggio di Cicadas con il padre Ardi. Gli amici decidono di visitarle. Nel frattempo, un malvivente locale di nome Ramelan, capo di una gang di criminali, ha chiesto la mano di Zaenab, che rifiuta.
Tramite una vecchia lettera di Ardi, Ramelan viene a sapere di un tesoro sepolto contenente circa 30.000 fiorini. Vuole trovarlo, ma prima rapisce Zaenab e Djoeleha. Agoes e Badjoel lo seguono al nascondiglio della sua banda, in una grotta, e lo combattono.
Dopo aver salvato le ragazze e sconfitto i banditi, Agoes e Badjoel le sposano e si dividono il tesoro.